# Pay what you want
Pay what you want (PWYW, Zahle, was du willst) ist ein Preismodell, bei dem der Preis allein durch den Käufer festgelegt wird. Der Verkäufer bietet Produkte ohne Preis an und der Käufer wird gebeten, einen für ihn angemessenen Preis zu zahlen. Der Käufer hat dabei auch die Möglichkeit, nichts für das Produkt zu bezahlen, d. h. den Preis auf Null zu setzen. Die Transaktion erfolgt genau zu diesem Preis, ohne dass der Anbieter von seinem Produktangebot zurücktreten kann.

## Konzept
PWYW gehört – neben klassischen Auktionen und Name your own price (NYOP) – zu den partizipativen Preismechanismen, die dadurch gekennzeichnet sind, dass sowohl Käufer als auch Verkäufer Einflussmöglichkeiten auf den finalen Preis besitzen. Ähnlich wie bei klassischen Auktionen und NYOP bestimmt bei PWYW der Käufer die Höhe des finalen Preises, wobei der Verkäufer durch die von ihm vorher festgelegten Gestaltungsmöglichkeiten des Mechanismus Einfluss auf den Endpreis ausüben kann. Unterschiedlich ist jedoch, dass bei PWYW keine Preisschwelle bzw. kein Mindestpreis existiert. Bei Auktionen und NYOP ist dagegen die Möglichkeit gegeben, einen Mindestpreis zu fordern.

## Geschichte
Pay what you want existierte schon immer an den Rändern der Wirtschaft, sei es bei den Trinkgeldern und der Entlohnung von Straßenkünstlern oder sei es bei Spenden für wohltätige Zwecke. Jedoch fand dieses Konzept in den letzten Jahren auch wachsende Adaption in klassischen Wirtschaftsbereichen: Theater bieten es für ausgewählte Vorstellungen an; ebenso verfolgen immer mehr Restaurants dieses Modell, mindestens seit 2003, als PWYW in Salt Lake City im One-World-Everybody-Eats-Restaurant eingeführt wurde. Das Restaurant wird nun von einer gemeinnützigen Organisation geführt, welche inzwischen einen Mindesteintrittspreis von 4 Dollar von Kunden fordert.
Ein weiteres bekannt gewordenes Beispiel für PWYW lieferte im Oktober 2007 die britische Rockband Radiohead. Sie überließ ihren Fans für zwei Monate die Preisbestimmung für das damals neu erschienene Album „In Rainbows“ zum Herunterladen auf ihrer Internetseite.
Nach Veröffentlichungen des Marktforschungsunternehmens comScore haben 62 % der Zahlenden nicht mehr als die obligatorischen Kreditkartengebühren bezahlt. Der durchschnittlich gezahlte Preis über alle Downloads lag hierbei bei 2,26 $, während die bezahlten Downloads auf einen Durchschnittspreis von 6 $ kamen. Laut Bandmitglied Thom Yorke konnte die Band Radiohead jedoch von PWYW profitieren. Weitere Namen aus der Musikbranche wie Girl Talk, Trent Reznor und der Comedian Steve Hofstetter folgten daraufhin dem Beispiel von Radiohead.
Inzwischen existieren auch Musikplattformen im Internet, wie zum Beispiel Noisetrade oder Aralie, auf denen Kunden unter PWYW-Bedingungen Songs und Alben von verschiedenen Interpreten herunterladen können.
Im Computerspielbereich ist eine bekannte und erfolgreich Adaption des Konzepts die 2010 gestartete „Humble-Bundle“-Reihe. Bei dieser Form der digitalen Distribution werden mehrere Spiele DRM-frei und cross-platform im Bundle angeboten, außerdem geht ein Teil der Erlöse an gemeinnützige Organisationen. Als Anreiz, einen höheren Preis zu bezahlen, bekommt der Käufer zudem weitere Spiele als Bonus dazu, wenn er mehr als der Durchschnitt bezahlt.

## Untersuchungen
Die Ergebnisse einer wissenschaftlichen Studie der Johann-Wolfgang-Goethe-Universität Frankfurt am Main deuten darauf hin, dass die Konsumenten den Preismechanismus nicht ausnutzen und sich nicht opportunistisch verhalten. Anhand von drei Feldexperimenten (bei einem Restaurant, einem Multiplex-Kino und einem Delikatessenladen) konnte gezeigt werden, dass die Kunden Preise zahlten, die signifikant von null abwichen. Eine Analyse der Motive dafür, warum die Kunden mehr als null bezahlten, zeigte zum Beispiel, dass die Loyalität zu dem Restaurant eine positive Wirkung auf den Preis besaß. Ebenso spielte das Einkommen und die Sparsamkeit des Konsumenten eine Rolle. Wohlhabendere Gäste zahlten im Restaurant mehr als der Durchschnitt, sparsame „Schnäppchenjäger“ etwas weniger. Der wichtigste Einflussfaktor ist der sogenannte Referenzpreis. Bei der Preisfindung stellen sich die Konsumenten die Frage, wie viel sie üblicherweise für eine vergleichbare oder dieselbe Dienstleistung zahlen. Daraufhin findet eine subjektive Beurteilung statt, ob der Preis angemessen ist. Zusätzlich dazu führte PWYW bei zwei Studien zu einem Umsatzwachstum (Restaurant und Delikatessenladen) und Zunahme von Neukunden. Zudem funktioniert PWYW insbesondere bei einem persönlichen Kontakt zwischen Käufer und Verkäufer. Die soziale Kontrolle sorgt hier dafür, dass sich die Käufer nicht opportunistisch verhalten und einen ihnen angemessenen Preis für das Produkt bezahlen. In kontrollierten Laborexperimenten zeigen Klaus M. Schmidt, Martin Spann und Robert Zeithammer, dass soziale Präferenzen im Hinblick auf eine faire Aufteilung der Wertschätzung zwischen Käufer und Verkäufer und strategische Motive, den Verkäufer im Markt zu halten, die Höhe der Zahlungen erklären.
Zwischenzeitlich hat eine Studie von der Ruhr-Universität Bochum die Langzeiteffekte der Preisentscheidungen der Käufer bei wiederholten Transaktionen untersucht. Anhand latenter Wachstumskurvenmodelle können die Autoren zeigen, dass die durchschnittlich gezahlten Preise mit jeder Transaktion sinken, der Preisabschlag aber abnimmt. Sie zeigen ferner, dass die Fairnesspräferenz und die Preisbewusstheit der Käufer Einfluss auf die Steigung der individuellen Preiskurven haben. Im Bereich wissenschaftlicher Zeitschriften fielen die Ergebnisse eines Experimentes des Thieme-Verlages ambivalent aus: Im Surgery Journal des Verlages findet das PWYW-Prinzip Verwendung, für die Open-Access-Publikation eines Artikel wird die Zahlung einer Artikelgebühr fällig, deren Höhe die Autoren bestimmen. Zwar gehen dem Journal überdurchschnittlich viele Einreichungen zu, jedoch liegen die durchschnittlich gezahlten Gebühren weit unter den Erwartungen des Verlages.